# 意大利级铁甲舰
意大利级铁甲舰（義大利語：Classe Italia）是19世纪70年代到80年代为意大利皇家海军建造的两艘铁甲战列舰。本舰级两舰分别是“意大利”号和“勒班托”号，由贝纳德通·伯林设计。他选择完全抛弃传统的水线装甲带防护方案，转而依靠非常高的航速和舰体内部水密隔舱来保护舰只。这一特点连同舰上安装的432（17英寸）口径炮，使得部分海军历史学家将意大利级视作“战列巡洋舰的雏形”。
尽管服役期长达三十多年，本舰级各艘舰的整个服役生涯依然是平淡无奇的。在现役和预备役舰队服役的头二十年里，本舰级舰只主要从事训练和演习任务。“勒班托”号于1902年被改装成一艘训练船，而“意大利”号则在1905至1908年间进行了大规模的现代化改造，之后也成为了一艘训练船。两舰曾被记录到短暂参加了意土战争，期间为保卫的黎波里的意大利军队提供炮火支援。“勒班托”号在1915年初被废弃拆解，而“意大利”号在第一次世界大战期间继续作为一艘警备舰，之后被改造成一艘粮食运输船并最终在1921年被拆解报废。

## 设计

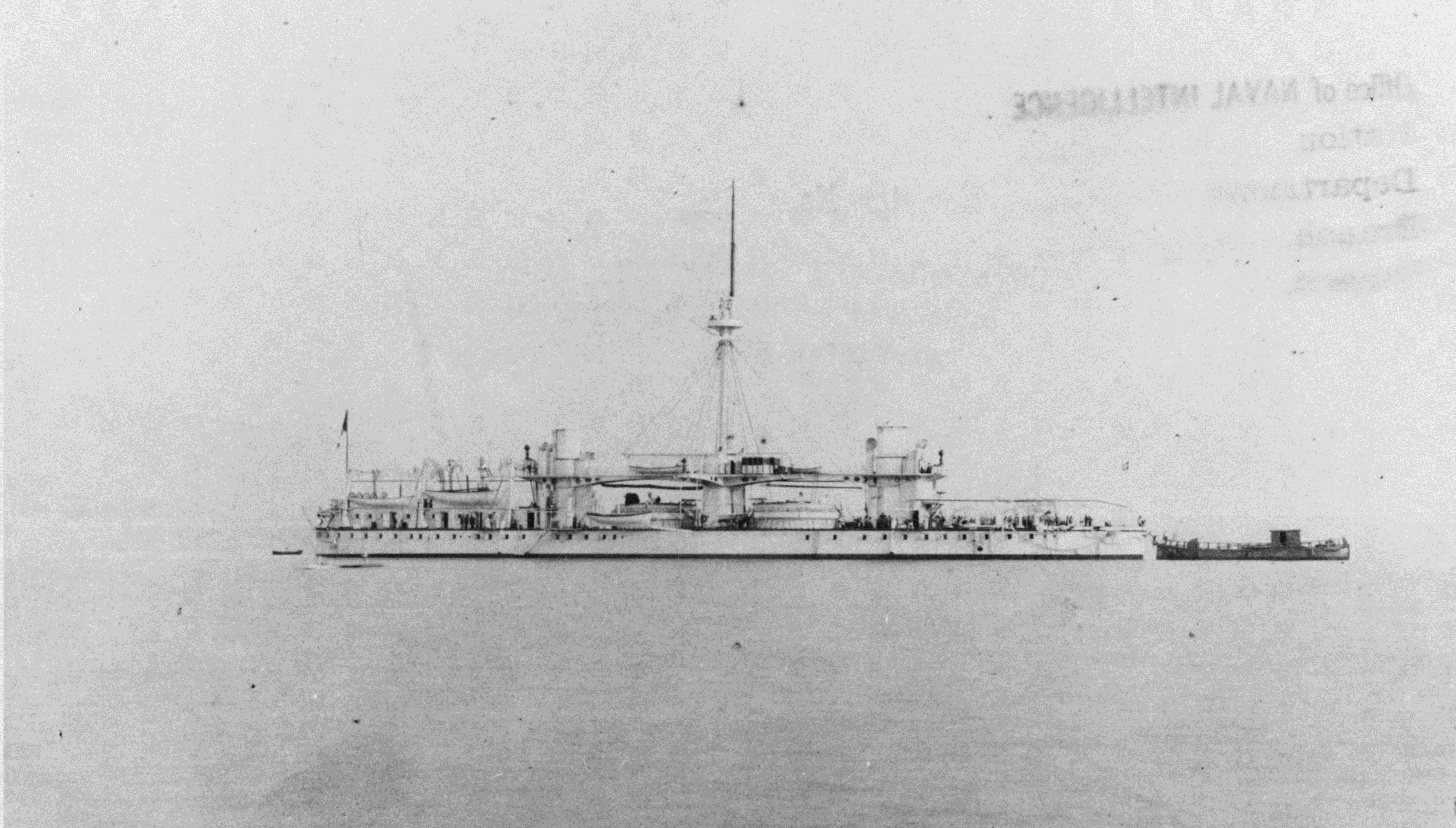
卡约·杜里奥级铁甲舰“恩里克·丹多洛”号铁甲舰，是为意大利级的设计基础。

随着意大利舰队在利萨海战中的失利，自1870年代起，意大利方面开始了一项大规模的海军扩张计划以对抗奥匈帝国海军。包括前期的卡约·杜里奥级铁甲舰在内，意大利级是贝纳德通·伯林于1870年代早期设计的扩张计划中第二款铁甲舰。本舰级由时任意大利海军部长西蒙尼·安东尼奥·圣邦海军上将下令建造。在他的计划中，本舰级是为卡约·杜里奥级的改进版，由于被赋予保卫意大利漫长海岸线的职责，该级舰只可运载大量士兵。
贝纳德通·伯林在1875年就完成了本级舰的初稿设计。出于对舰体大小的控制以及穿甲弹技术的飞速发展，伯林不得不对原本卡约·杜里奥级的设计进行大幅修改以包含圣邦的部分需求。意大利和其他海上强国的海军设计师此刻已经意识到，装甲板再也无法有效地抵御最新设计的炮弹。由此，伯林认为以装甲带占用巨大的重量已经没有意义。被炮弹击中时装甲的碎裂超过了炮弹本身对舰只造成对伤害，这也进一步妨碍了装甲板的运用。此外，在一艘如意大利级铁甲舰大小的舰只上安装水线装甲带会导致排水量过大，因此伯林完全放弃了水线装甲带设计，转而使用较薄的装甲甲板，这与国外同时期主力舰设计大不相同。

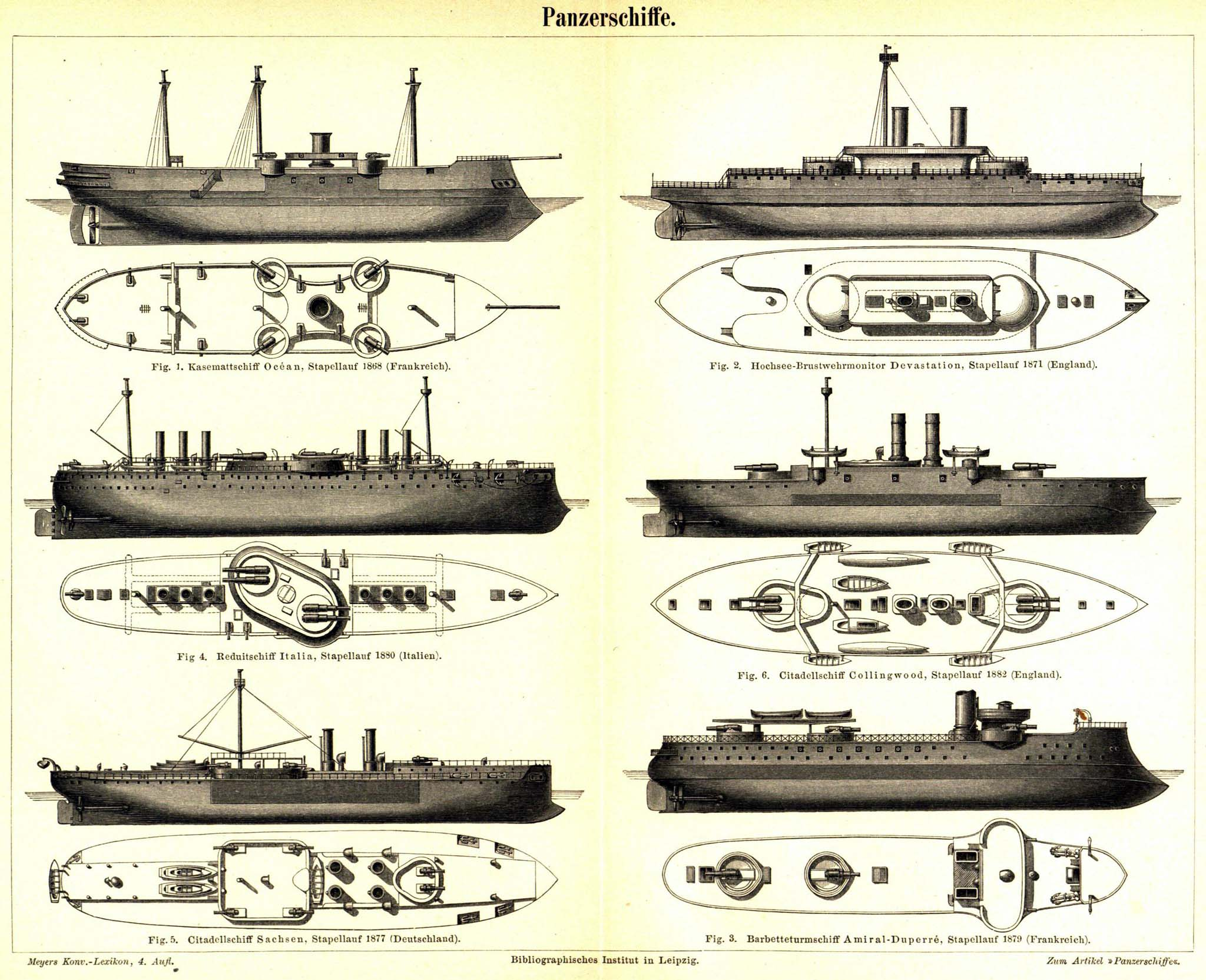
插图以非同比例作图来比较几艘建于19世纪70年代的欧洲铁甲舰，其中就包括“意大利”号（中左）

伯林最初设计本级舰只的排水量为13,850長噸（14,070公噸），配有两门单独装在炮座内的450（17.7英寸）炮作为主炮，8门149（5.9英寸）炮作为副炮，随舰储煤3,000長噸（3,000公噸）以超过卡约·杜里奥级的最大航程。为了减轻重量，伯林选用了开放式炮塔而不是与卡约·杜里奥级一样沉重的封闭式炮塔。由此还可以增加一座完整的上层甲板以提供额外的空间来容纳圣邦需求的运输一支1万名士兵组成的师团。
随着设计的推进，相关技术的发展促使伯林的设计案发生了变化。意大利陆军炮兵将军罗塞特是慢燃推进剂的研发人员，他建议可以用与450毫米火炮相同重量但更长的炮管来制造更小的432（17英寸）炮。较长的炮管可以利用慢速燃烧的推进剂来提高炮口初速，从而使火炮具有更好的穿透力。1878年，英国在与俄罗斯帝国的战争恐慌中购买了这种炮的最初型号，在此之后，伯林也改变了设计，将罗塞特的思路加以融入。设计案中的单450毫米炮被两门432毫米炮所取代。与此同时，其他的设计改变包括了将149毫米炮舰少到了8门，并将舰载燃煤储量减少到了1,700長噸（1,700公噸），从而减少了15,000長噸（15,241公噸）的排水量。之所以减少149毫米炮，是因为发现在使用432毫米炮时，已经没有额外的舰员配备给其他火炮。
两舰在1875年获批并拨款于次年开始建造，而设计完善的工作直到1876年开建后仍在继续。由于干舷较高达到25英尺（7.6），本级两舰比之前的卡约·杜里奥级航速更快，也更适合远海航行。两舰在当时都是十分快速的巨大军舰，满载时排水量超过15000吨，“意大利”号最高航速可以达到17.8節（33.0每小時），而“勒班托”号可以达到18.4節（34.1每小時）。反观同时期的其他铁甲舰，最高航速都很难超过15節（28每小時）。两舰的高航速、强大的主炮组以及轻薄的装甲防护使得一部分军事历史学家将其视作最战列巡洋舰原型。当时主力舰设计所面对的主要威胁是配备铸铁炮弹的慢射火炮，然而意大利级铁甲舰在配备爆炸弹的速射火炮发展起来后才入役，这使得该舰级的防护方案变得毫无用处。

### 常规特性

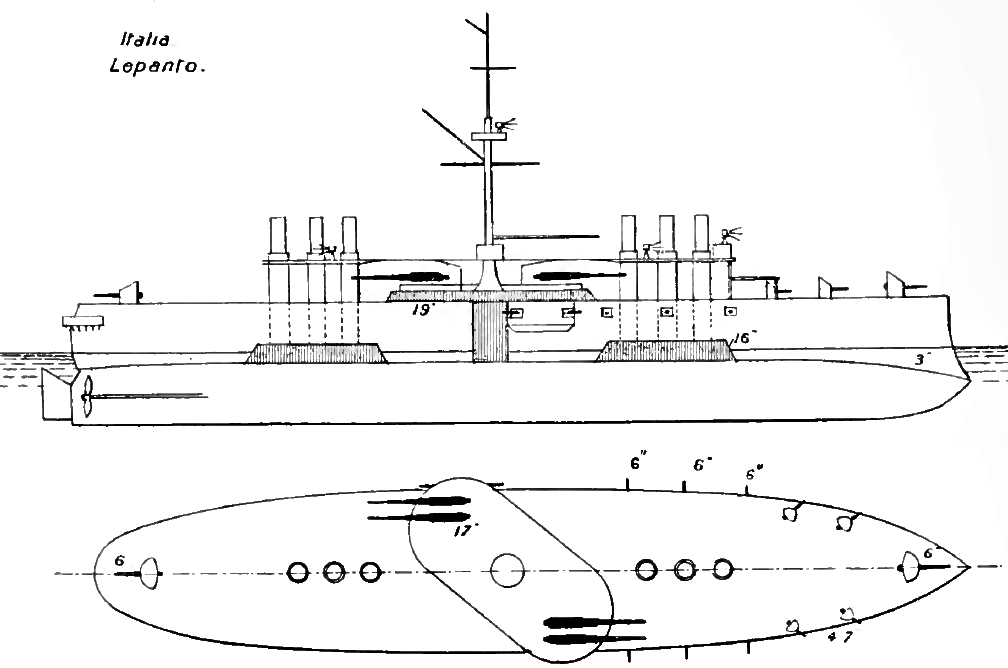
意大利级铁甲舰的侧视图和俯视图。

意大利级铁甲舰垂标间距为122（400英尺），全长124.7（409英尺）。“意大利”号舷宽22.54（74英尺），而“勒班托”号舷宽略窄，为22.34米（73.3英尺）。两舰的吃水深度分别为8.75（28.7英尺）和8.75（28.7英尺）。“意大利”号常规配置下排水量13,678長噸（13,897公噸），满载时排水量15,407長噸（15,654公噸），而“勒班托”号常规配置下排水量仅为13,336長噸（13,550公噸），满载时则有15,649長噸（15,900公噸）的排水量。巨大的舰体尺寸使得设计师可以应用非常精细的舰体线型以带来更高的水动力效率以助力航速。
两舰的舰体前部都有一具钢制撞角，与铁质舰体相比可以节省15%的重量。“意大利”号的舰体在水线以下部位木制部分被用锌板覆盖以防止水生生物附着，但“勒班托”号没有此设计。两舰都采用前后延伸77.55（254.4英尺）的双层底设计，跨越整个轮机舱和弹药舱。在装甲甲板下方的舰体内分了69个水密隔舱，另有84个隔舱在双层底内。舰只转向由单舵控制，“意大利”号采用蒸汽驱动，而“勒班托”号则采用液压驱动。
意大利级铁甲舰的上层建筑规模较小，两舰都在舰舯部安装了一根带有战斗桅楼的战斗桅，一段上层轻甲板将烟囱和桅杆连接起来。这段甲板非常高，主炮在最大高度时依然可以通过。而在甲板上方，建有一座小型舰桥。“意大利”号配备37名军官和719名士兵，而“勒班托”号则配备37名军官和656名士兵。舰上另外携带有一些小型船只，其中“意大利”号有两艘次级鱼雷艇，“勒班托”号则有三艘侦察艇。

### 轮机
本舰级的舰载推进系统由4台复式蒸汽机组成，每台机组驱动一具直径为20英尺6英寸（6.25）的单螺旋桨。蒸汽机可以以复合模式运行以提高燃油效率，也可以以直接作用模式运行以提高速度。“意大利”号的蒸汽由船上的26座燃煤椭圆形火管锅炉提供，而“勒班托”号则由8座椭圆形锅炉和16座机车锅炉提供。机舱被设计在舰舯部，每台蒸汽机两端都连接三座锅炉舱并一起被分别放置在水密隔舱中。“意大利”号的锅炉废气通过两组共6跟烟囱排出，每组各有3跟烟囱，分别放置在桅杆前后甲板中轴线上。“勒班托”号只有两组各2根，一共4根烟囱。1905到1908年期间，“意大利”号接受改装将烟囱方案改为与“勒班托”号一样的配置。
舰载推进系统的设计功率为18,000匹指示馬力（13,000千瓦特），使用强力通风可以达到预计18節（33每小時；21英里每小時）的最高航速。在早期的海试中，“意大利”号最大输出功率仅为15,907匹指示馬力（11,862千瓦特），可以以最高17.5節（32.4每小時；20.1英里每小時）航速持续运行1个小时。“勒班托”号航速更高，以16,150匹指示馬力（12,040千瓦特）的功率达到最高18.38節（34.04每小時；21.15英里每小時）的速度。本舰级的随舰设计储煤量为3,000長噸（3,000公噸），实际仅能装载1,550長噸（1,570公噸）。两舰的巡航半径有多种记载，《康威战舰名录》（Conway's All the World's Fighting Ships）记载两舰可以在10節（19每小時；12英里每小時）航速下续航5,000海里（9,300；5,800英里）；而历史学家谢尔盖·维诺格拉多夫（Sergie Vinogradov）记载则可以达到8,700海里（16,100；10,000英里）。

### 武器

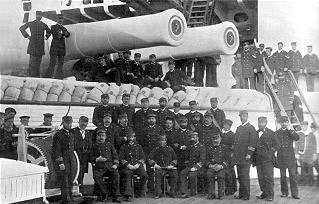
海军上将菲利斯·拿破仑·卡内瓦罗和军官们在“意大利”号的两门17 in炮下合影。

“意大利”号和“勒班托”号各自装备有4门432（17英寸）口径后膛炮作为主炮。“意大利”号装备的是3门26倍径炮和1门27倍径炮，而“勒班托”号则全部都是27倍径炮。20倍径炮为A型，发射2,000英磅（910），炮口初速达1,811英尺每秒（552每秒），明显优于老式432毫米炮的1,550英尺每秒（470每秒）。炮管更长的27倍径炮则能产生1,903英尺每秒（580每秒）。两种炮的炮口穿透力分别为960（37.6英寸）和1,000（39.4英寸）的熟铁。两种口径炮的射速都比较慢，每次设计后都需要8分钟来重新装填炮弹，但也已经比432毫米炮的炮口装弹速度要快很多了。
主炮被成对的以梯队形安装在舰舯部一个单独的大型椭圆形对角布置的炮座上，其中一对在左舷转盘上，另一对则装在右舷。左舷炮座比右舷炮座更靠后。弹药库在装甲甲板下面，弹药通过装甲斗运到主炮上。这几门主炮每次射击后必须返回到一个固定的装填位置：前炮指向舰首45度，而后炮指向舰尾45度。弹药储存的记录各不相同，当代英国记录来源提出“意大利”号每门炮装有45枚炮弹，“勒班托”号每门装有40枚，而俄罗斯方面的资料则记载两舰每门炮装有50枚炮弹。舰身的高干舷设计使得主炮被安装在高于吃水线33英尺（10）的位置，而炮塔和转盘的设计和位置为主炮提供了良好的射击范围。主炮炮管仰角范围从-10度到+15度，这使得这些火炮可以与近到55（180英尺）内的目标进行作战。
此外，两舰还在枢轴支架上装备有8门中口径舰炮作为副炮。“意大利”号最初设计5.87英寸（149）26倍径炮，而“勒班托”号则装备有更新型的152（6英寸）32倍径炮。这些副炮沿船舷分布安装，1门在上层前甲板作为舰首炮，4门安装在主炮台的舷侧前部，另有两门在主炮台后部，第八门在后部上层甲板作为艉炮。这些都是由4门120（4.7英寸）单装炮组成炮组。本级舰只还配备了2门75（3英寸）山炮和两挺机枪，供登陆部队在岸上使用。按照当时主力舰的惯例，舰上安装了四具356（14英寸）鱼雷发射管。这些发射管被装设在吃水线上方的舷侧。装备的鱼雷携带125（276英磅）弹头，射程为600（2,000英尺）。

### 装甲

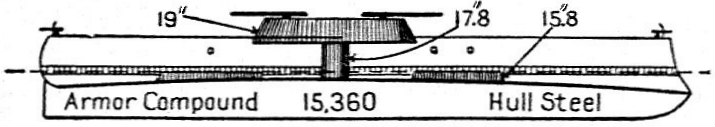
意大利级铁甲舰装甲布局草图

本级舰没有使用水线装甲带，而是由碳钢装甲甲板保护，其细节尚不清楚。维诺格拉多夫指出，当代资料记载本级舰的装甲厚度范围从3至4.7英寸。他认为最有可能的解释是这两艘铁甲舰的装甲厚度并不完全相同。英国情报机构报告称，“意大利”号在舰舯部的甲板厚度为102（4英寸），在舰首和舰尾厚度减少到3英寸。装甲甲板向下倾斜，在吃水线以上6英尺（1.8）处与船体两侧相接，并与两片贯穿整个船体长度的舱壁相结合，从侧面向内缩几英尺，还有许多其他舱壁穿插在两片主舱壁之间，形成了一个被划分出大量水密舱室的船体结构。由小隔间组成的“蜂窝式筏子”被设计用来在炮弹深入到舰体内部之前将它们引爆，将爆炸和水侵限制在有限的范围内，抑制和控制由此带来的影响。
对于舰上其他部位的防护，当时新开发出来的组合装甲被用在“意大利”号上，由英国的卡默尔·莱尔德造船厂以及约翰·布朗公司负责制造。“勒班托”号则安装了法国施耐德·克鲁索公司开发的改良钢材。两舰司令塔两侧装有300（11.8英寸）钢板，炮座两侧则由480（19英寸）用来保护炮身，背面有一层521（20.5英寸）厚的柚木。炮塔的顶部有两层15（0.59英寸）装甲，以保护炮手免受敌方战斗桅楼上的轻武器射击。两舰都装有连接炮塔和下方弹药库的装甲通道。炮塔的侧面装甲则有400（15.7英寸）厚。烟囱底部也就是连接锅炉的部位也敷设有15.7英寸的装甲。

### 改造

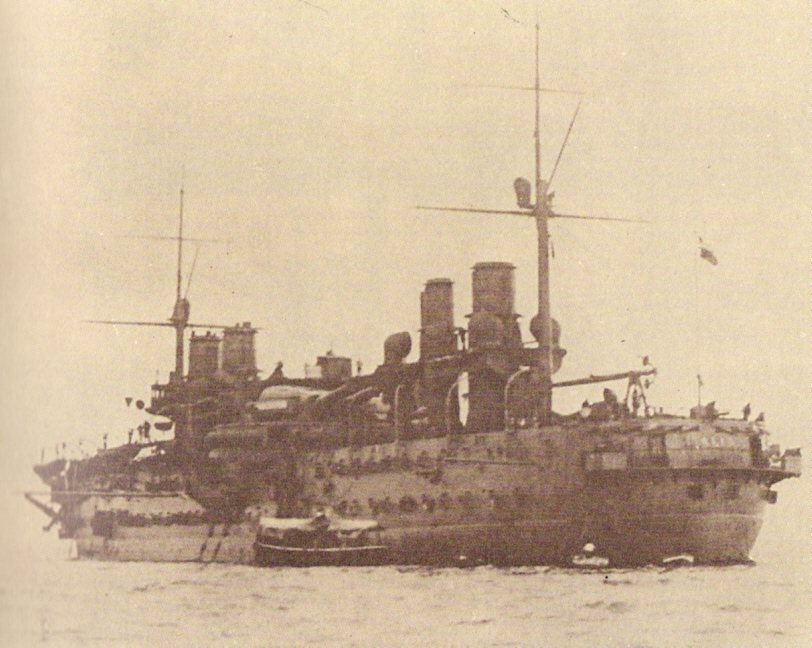
1905-1908年整修后的“意大利”号

两舰的副炮在服役期间进行了改造。在19世纪90年代后期的一次改装中，两舰被加装一座三级炮组，用于近距离防御鱼雷艇。每舰各装备了12门57（2.2英寸）和12门37（1.5英寸）哈乞开斯炮。在1908年完成的另一次改装中，“意大利”号以7门152毫米炮替换掉了150毫米炮，并将反鱼雷艇装备减少为6门57毫米炮和两门37毫米炮。谢尔盖·维诺格拉多夫指出，一些来源记载在同一时期“意大利”号被加装了2具鱼雷发射管，但同时也表示“这似乎不太可能”。改装工程还拆除了舰体中央的战斗桅，并安装了两根轻制单杆桅。
到1911年，“勒班托”号也进行了第二次整修，拆除了所有的152毫米炮和鱼雷发射管，并将三级炮组减少为9门57毫米炮和6门37毫米炮。第一次世界大战期间，“意大利”号在布林迪西作为浮动炮台服役时，拆除了舰上所有的副炮和三级炮组。1918年，当该舰被改装成一艘粮食运输船时，其主炮台也被拆除，换成两座120毫米口径32倍径炮台用于防御。

## 舰只
| 舰名            | 建造者               | 开建          | 下水          | 完工           |
| --------------- | -------------------- | ------------- | ------------- | -------------- |
| “意大利”号 （Italia） | 斯塔比亚堡皇家造船厂 | 1876年1月3日  | 1880年9月29日 | 1885年10月16日 |
| “勒班托”号 （） | 奥兰多兄弟造船厂     | 1876年11月4日 | 1883年3月17日 | 1887年8月16日  |

## 服役记录

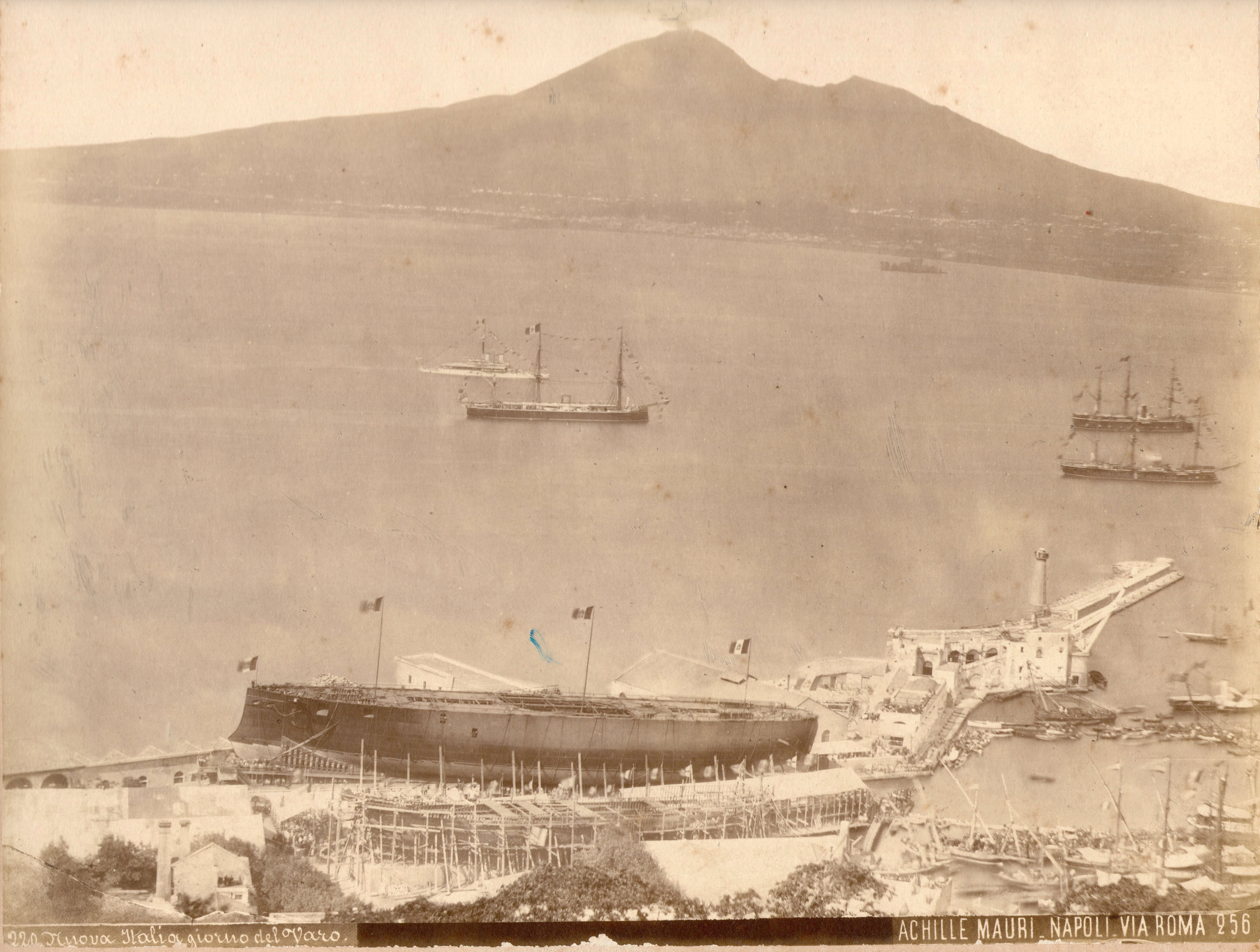
“意大利”号在下水中

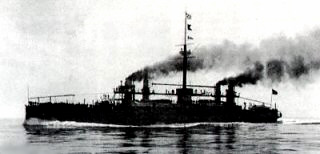
19世纪80年代晚期在地中海的“勒班托”号

“意大利”号和“勒班托”号在服役生涯的头十年中辗转于意大利海军现役和预备役舰队之间。“意大利”号1886年入役后成为现役舰队的旗舰，但在第二年降格为预备役。1888年初，该舰恢复旗舰职责，而在同年晚些时候，“勒班托”号也加入了舰队。1890年末，“意大利”号再次退出现役，第二年，“勒班托”号也同样退出现役。在接下来的五年里，两舰轮流处于现役和预备役状态。两舰在服役期间主要参与演习训练任务，由于意大利彼时是三国同盟之一，因此这些演习通常以法国作为假想敌。在1893年度的舰队演习中，两舰都扮演蓝军模拟对意大利海岸发动攻击。
1896年起，两舰开始担任辅助任务角色，“意大利”号改为炮兵训练船，“勒班托”号则成为信号员和舵手的专用训练船。第二年7月，“勒班托”号代表意大利前往英国出席纪念维多利亚女王登基60周年的海上阅兵活动。在接下来的十年中，这几艘军舰在各个舰队间不停论还，1897年至1898年在预备役舰队，1899年又重回现役舰队。在此期间，意大利海军考虑按照“恩里克·丹多洛”号相同的线路重建舰只，但该项目成本太高，在1902年该计划被放弃。
“勒班托”号于1902年从前线退役，被改装为一艘射击训练船。未来完成这项工程，该舰接收了各种轻武器。在此期间，本舰还同其他舰只一道参加了年度训练演习。1910年10月，“勒班托”号被降级为军营船。“意大利”号在1905到1908年间进行了现代化改造，移除了两根烟囱和几支小口径炮。从1909年到1910年，该舰担任鱼雷训练船，1911年又被改用作军营船。这两艘船在1911年9月意土战争爆发后被重新启用并编入第五舰队。当年10月意大利占领的黎波里之后，“意大利”号和“勒班托”号本打算被派往这座城市为守卫的士兵提供炮火支援，但这一计划最终落空，两舰被留在了意大利。
“勒班托”号在1912年5月26日被从海军序列中除籍，但又在1913年1月13日恢复序列但仅作为辅助舰只。与此同时，“意大利”号在1912年12月再次被降格为训练船，为士官和机舱人员培训用。“勒班托”号服役时期不长，于1914年1月1日再次失事，并于1915年3月27日被卖给拆船公司。“意大利”号于1914年6月4日被从海军序列中除籍，但在第一次世界大战开始之前都一直没有被废弃。1915年4月，当意大利准备站在三国协约一方介入冲突时，“意大利”号被拖到布林迪西被用作警备舰，并于5月23日被重新列入海军序列。1917年12月，该舰被带到拉斯佩齐亚并在那里被改装成一艘谷物运输船。1919年6月在交通部短暂服务，7月又被转移到国家铁路局名下。该舰最终于1921年1月重返海军，但在当年11月遭到破坏，之后被当作废品出售。

## 脚注

### 引文
1. 1 2 3  张恩东 (2018)，第241頁.
2. ↑  史蒂夫，第264頁.
3. ↑  布鲁斯·泰勒 (2021)，第30頁.
4. 1 2 3  张恩东 (2018)，第239頁.
5. ↑  徐钟 (2006)，第813頁.
6. ↑  Greene & Massignani，第394頁.
7. ↑  Sondhaus 1994，第50頁.
8. 1 2 3 4  Vinogradov (2020)，第49頁.
9. 1 2 3 4 5 6 7 8 9 10 11 12 13 14 15 16 17 18  Gardiner (1979)，第341頁.
10. ↑  《英汉舰船科技词汇》编辑组 (1975)，第32頁.
11. 1 2 3  Gibbons，第106–107頁.
12. ↑  Vinogradov (2020)，第49, 53頁.
13. 1 2 3  Gibbons，第106頁.
14. ↑  Gibbons，第107頁.
15. ↑  Sondhaus 2001，第112頁.
16. ↑  Vinogradov (2020)，第63–64頁.
17. ↑  Vinogradov (2020)，第53頁.
18. ↑  顾仁敖 (1997)，第550頁.
19. ↑  Vinogradov (2020)，第50–51, 53頁.
20. ↑  王运 (1988)，第85頁.
21. ↑  《英汉舰船科技词汇》编辑组 (1975)，第675頁.
22. ↑  中国科学院编译出版委员会名词室 (1963)，第234頁.
23. ↑  《英汉舰船科技词汇》编辑组 (1975)，第183頁.
24. ↑  Vinogradov (2020)，第51頁.
25. ↑  《英汉舰船科技词汇》编辑组 (1975)，第69頁.
26. 1 2 3  Vinogradov (2020)，第59頁.
27. ↑  《英汉舰船科技词汇》编辑组 (1975)，第230頁.
28. ↑  全国科学技术名词审定委员会 (2019)，第240頁.
29. ↑  全国科学技术名词审定委员会 (2019)，第246頁.
30. 1 2  《英汉舰船科技词汇》编辑组 (1975)，第539頁.
31. ↑  Vinogradov (2020)，第60–62頁.
32. ↑  《英汉舰船科技词汇》编辑组 (1975)，第209頁.
33. ↑  Vinogradov (2020)，第51, 61–62頁.
34. ↑  《英汉舰船科技词汇》编辑组 (1975)，第304頁.
35. ↑  Friedman，第231頁.
36. ↑  Vinogradov (2020)，第53, 56頁.
37. 1 2  Vinogradov (2020)，第56–57頁.
38. ↑  袁随善 & 何志刚 (1992)，第333頁.
39. ↑  《英汉舰船科技词汇》编辑组 (1975)，第611頁.
40. ↑  Friedman，第347頁.
41. ↑  吴光华 (1998)，第143頁.
42. 1 2  王鑫 (2020)，第52頁.
43. ↑  陈澄声 (2011)，第145頁.
44. ↑  Vinogradov (2020)，第59–60頁.
45. ↑  《英汉舰船科技词汇》编辑组 (1975)，第402頁.
46. ↑  Vinogradov (2020)，第57, 59, 64頁.
47. ↑  Vinogradov (2020)，第57, 59頁.
48. ↑  Vinogradov (2020)，第64頁.
49. ↑  Clarke & Thursfield，第202–203頁.
50. 1 2 3 4  Vinogradov (2020)，第64–65頁.
51. ↑  Garbett (1897)，第789頁.
52. ↑  Garbett (1898)，第200頁.
53. ↑  Brassey，第72頁.
54. ↑  Garbett (1902)，第1076頁.
55. 1 2  Gardiner & Gray (1985)，第255頁.
56. ↑  Beehler，第10, 47頁.

## 期刊来源
- Brassey, Thomas A. . The Naval Annual (Portsmouth: J. Griffin & Co.). 1899: 70–80. OCLC 496786828 （英语）.
- Garbett, H. (编). . Journal of the Royal United Service Institution (London: J. J. Keliher & Co.). 1897, XLI (232): 779–792. OCLC 8007941.
- Garbett, H. (编). . Journal of the Royal United Service Institution (London: J. J. Keliher). 1898, XLII: 199–204. OCLC 8007941.
- Garbett, H. (编). . Journal of the Royal United Service Institution (London: J. J. Keliher). 1902, XLVI: 1072–1076. OCLC 8007941.

## 扩展阅读
- Ordovini, Aldo F.; Petronio, Fulvio & Sullivan, David M. . Warship International. 2015, LII (4): 326–349. ISSN 0043-0374.